# Mariée (Duchamp)
Pour les articles homonymes, voir Mariée.
Mariée est un tableau peint par Marcel Duchamp en 1912. Cette huile sur toile est conservée au Philadelphia Museum of Art, aux États-Unis.